# بیلوپریتسا
بیلوپریتسا (به صربی: Bjeloperica) یک منطقهٔ مسکونی در صربستان است که در کوسیریچ واقع شده‌است. بیلوپریتسا ۳۱۴ نفر جمعیت دارد.